# Quartier latin d'Anvers
Pour les articles homonymes, voir Quartier latin.
Le Quartier latin (en néerlandais : Theaterkwartier mais aussi Quartier Latin) est un quartier du district d'Anvers de la ville d'Anvers près du Vogelenmarkt (marché aux oiseaux). 
Ce quartier est connu pour ses nombreux théâtres et ses restaurants et cafés. Les étudiants et les gastronomes sont les visiteurs clés du quartier.
À proximité se trouve également le Studio Herman Teirlinck, la célèbre école de théâtre anversoise.

## Théâtres du Quartier latin
- Théâtre Arenberg
- Théâtre Bourla
- Théâtre royal néerlandais
- Raamtheater